# Marguerite Duras
Marguerite Duras, numele la naștere Marguerite Donnadieu, (n. 4 aprilie 1914, Gia Dinh, aproape de Saigon în fosta Indochina Franceză – d. 3 martie 1996, Paris, Franța)  a fost o romancieră și regizoare de film franceză, care s-a născut în Vietnamul de azi, dar a trăit și a activat toată viața în Franța.

## Biografie
Marguerite Duras a revenit în Franța în 1927 unde, după ce a studiat matematica, științele politice și dreptul, a cunoscut o prodigioasă carieră de romancieră (fiind considerată a fi parte a așa numitului curent literar nouveau roman), scenaristă și cineastă. Ulterior, după ce a scris scenariul larg recunoscutului film al lui Alain Resnais Hiroshima, dragostea mea, a continuat alte două cariere, cea de autoare de scenarii de film și, ulterior, cea de regizor de film.
În 1943 îi apare primul roman: Les impudents, dar a devenit cunoscută în anii 1950, mai ales după ce a scris scenariul filmului Hiroshima, dragostea mea (realizat în 1959, în regia lui Alain Resnais).  Biografia sa a fost extrem de spectaculoasă. A fost, printre altele secretar al Ministerului Coloniilor, membră a Rezistenței Franceze, a lucrat ca jurnalist pentru revista L'Observateur. În 1950, romanul Un barrage contre le Pacifique este nominalizat la Premiul Goncourt, pe care totuși îl ratează din cauză că simpatiza cu Partidul Comunist. Un alt roman, Moderato cantabile (1958), a fost ecranizat în regia lui Peter Brook, cu Jean-Paul Belmondo și Jeanne Moreau, care a primit la Cannes premiul pentru cea mai bună actriță. În 1984 primește Premiul Goncourt pentru romanul Amantul.
A publicat zeci de volume de romane și nuvele. Opera ei, în aparență statică, e populată de personaje care încearcă să scape de singurătate, găsind un sens vieții lor prin recursul la o dragoste absolută, la crimă sau la nebunie. A scris numeroase scenarii de film; scenariul filmului Hiroshima, dragostea mea, regizat de Alain Resnais, a fost nominalizat la Premiul Oscar pentru cel mai bun scenariu.
S-a stins din viață în 1996.

## Romane
- 1943 - Impudenții, (Les impudents)
- 1950 - Stăvilar la Pacific (Un barrage contre le Pacifique) – traducere în limba română de , Editura pentru Literatură Universală, 1967;
- 1952 - Marinarul din Gibraltar (Le Marin de Gibraltar) - Editura: Humanitas
- 1953 - Les petits chevaux de Tarquinia (Caii pitici din Tarcvinia)
- 1958 - Moderato cantabile – Editura Albatros
- 1966 - Vice-consulul  (Le Vice-Consul)
- 1967 - Amanta engleză (L'Amante anglaise)
- 1971 - Dragostea (L'Amour)
- 1981 - Agatha (Agatha) –
- 1983 - Maladia morții (La Maladie de la mort) – traducere de Irina Mavrodin, Editura Univers
- 1984 - Amantul (L'Amant) – Premiul Goncourt pentru anul 1984
- 1986 - Ochii albaștri, părul negru (Les Yeux bleus, cheveux noirs) – Editura Univers
- 1987 - Emily L – Editura Babel

## Scenarii de film
- 1959 - Hiroshima, dragostea mea (Hiroshima mon amour), regia Alain Resnais
- 1961 - Absență îndelungată (Une aussi longue absence), regia Henri Colpi
- 1977 - Camionul (Le Camion), regia Marguerite Duras

## Ecranizări
- 1992 Amantul (L´Amant), regia Jean Jaques Annaud